# 宇城市立海東小学校
宇城市立海東小学校（うきしりつかいとうしょうがっこう）は、熊本県宇城市小川町南海東にある公立小学校。

## 沿革
- 1875年（明治8年） - 弦巻小学校を東海東塔福寺に。脇小学校を西海東脇に創立
- 1877年（明治10年） - 脇小学校を中園小学校と改称
- 1892年（明治25年） - 弦巻小学校を海東東部尋常小学校、中園小学校を海東西部尋常小学校と改称
- 1907年（明治40年） - 東部、西部尋常小学校を合併。海東尋常小学校と改称
- 1917年（大正6年） - 海東尋常高等小学校と改称
- 1941年（昭和16年） - 海東国民学校と改称
- 1947年（昭和22年） - 海東村立海東小学校と改称、海東中学校設置
- 1958年（昭和33年） - 町村合併により小川町立海東小学校と改称
- 1975年（昭和50年） - 創立100周年
- 2005年（平成17年） - 町村合併により宇城市立海東小学校と改称

## クラブ活動

### 運動部
- サッカー部
- バスケットボール部

## 関係機関
- 宇城市立小川中学校